# Elecciones al Parlamento Europeo de 1989 (Países Bajos)
En las elecciones al Parlamento Europeo de 1989 en los Países Bajos, celebradas en el 15 de junio de 1989, se escogió a los 25 representantes de dicho país para la tercera legislatura del Parlamento Europeo.

## Resultados
| Datos de participación | Datos de participación | Datos de participación |
| ---------------------- | ---------------------- | ---------------------- |
| Censo electoral        | 11.099.133             | 100%                   |
| Votantes               | 5.270.374              | 47,5                   |
| Abstención             | 5.828.759              | 52,5                   |
| A candidatura          | 5.242.333              | 99,5                   |

| ← Elecciones al Parlamento Europeo de 1989 →                                                                           |           |       |         |     |
| Partido | Votos     | %     | Escaños | +/- |
| Llamada Demócrata Cristiana (CDA)                                                                                      | 1.814.107 | 34,60 | 10      | +2  |
| Partido del Trabajo (PvdA)                                                                                             | 1.609.626 | 30,70 | 8       | -1  |
| Partido Popular por la Libertad y la Democracia (VVD)                                                                  | 714.745   | 13,63 | 3       | -2  |
| GroenLinks (GL) | 365.535   | 6,97  | 2       | 0   |
| Demócratas 66 (D66) | 311.990   | 5,95  | 1       | +1  |
| Coalición: - Partido Político Reformado (SGP) - Federación Política Reformada (RPF) - Alianza Política Reformada (GPV) | 309.060   | 5,90  | 1       | 0   |
| Demócratas de Centro (CD)                                                                                              | 40.780    | 0,78  | 0       | /   |
| Partido Socialista (SP)                                                                                                | 34.332    | 0,65  | 0       | /   |
| IDE (IDE) | 23.298    | 0,44  | 0       | /   |
| Dios con Nosotros (G)                                                                                                  | 18.860    | 0,36  | 0       | 0   |
| Total |           |       | 25      | 0   |